# Ophion albistylus
Ophion albistylus là một loài tò vò trong họ Ichneumonidae.